# Panini
Panini — італійська компанія з Модени, що спеціалізується на виробництві наклейок (стікерів), колекційних та ігрових карток, коміксів, книг тощо. Відома у світі завдяки колекційним матеріалам на різні теми.

## Історія
Компанію Panini заснували брати Беніто на Джузеппе Паніні 1961 року, того ж року з'явилася перша колекція Calciatori. 1963 року до них приєдналися Франко та Умберто Паніні. З початку 1970-их компанія випускає наклейки, присвячені чемпіонатам світу з футболу, а з початку 1980-их — чемпіонатам Європи з футболу. Panini має досвід випуску наклейок і колекційних та ігрових карток з цілої низки футбольних подій — Ліга чемпіонів УЄФА, Кубок африканських націй, Кубок Америки, чемпіонат Італії, Англії, Німеччини, Іспанії, Франції, Португалії, Шотландії, Австрії, Бразилії, Туреччини. Panini випускає також продукцію, присвячену хокею з шайбою (НХЛ), баскетболу (НБА), тенісу, кіно- та мультфільмам тощо.

## Галерея

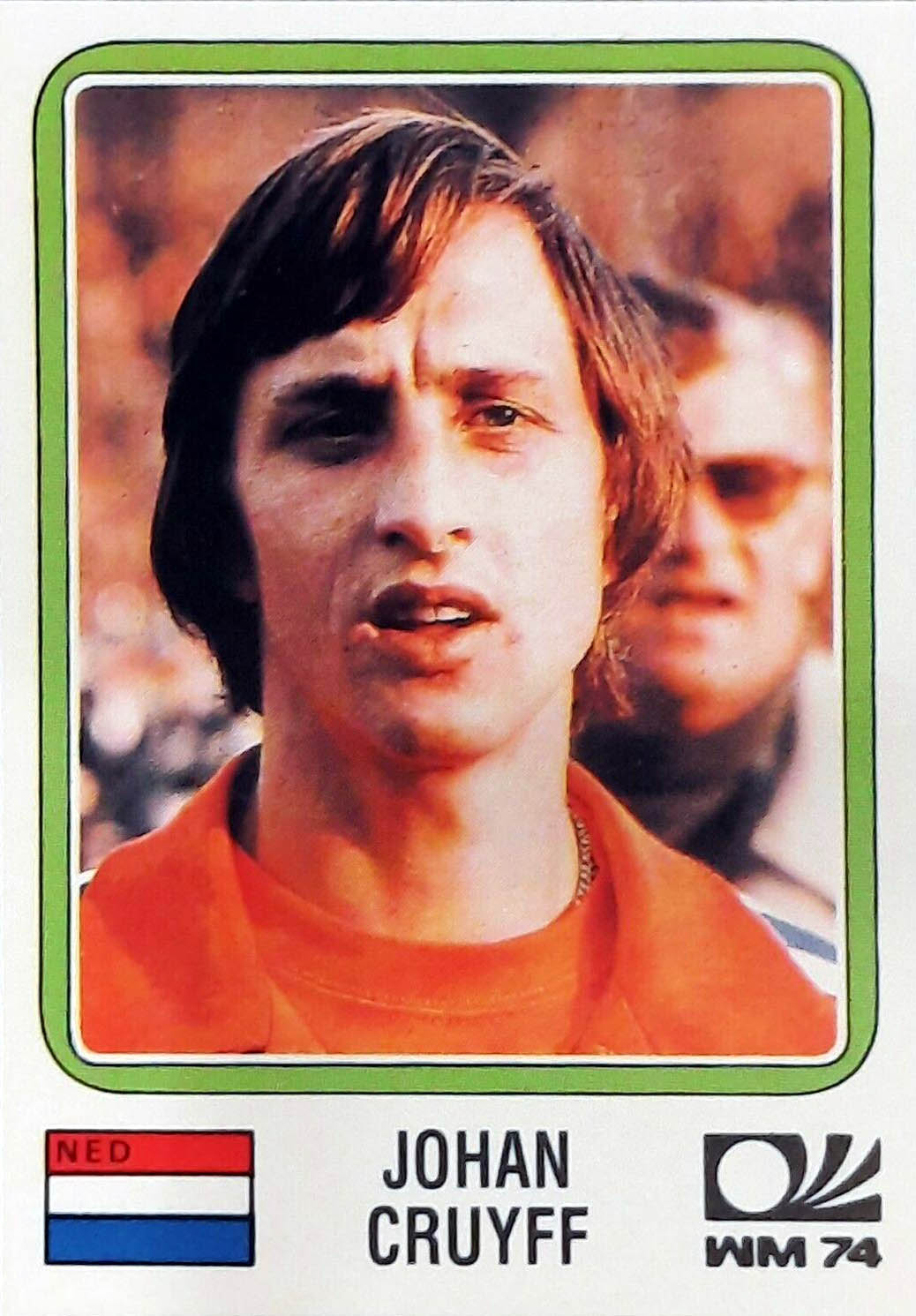
Йоган Кройф на наклейці з колекції Чемпіонату світу 1974